# Псалом 120
Псалом 120 (у масоретській нумерації — 121) — 120-й псалом Книги псалмів. Він належить до одного із 15 псалмів, які починаються словами «Висхідна пісня» («Shir Hama'a lot»), однак, у порівнянні з іншими, гебрейською мовою він починається як «Shir LaMa'alot».  

## Текст
| Вірш | Гебрейська мова                                    | Давньогрецька мова (Септуаґінта)                                                  | Латинська мова (Вульгата)                                                          | Українська мова (Переклад Хоменка)                                      |
| ---- | -------------------------------------------------- | --------------------------------------------------------------------------------- | ---------------------------------------------------------------------------------- | ----------------------------------------------------------------------- |
| 1    | שִׁיר, לאֶשָּׂאלוֹת: אֶשָּׂאאֶשָּׂאינַי, אֶל-הֶהָרִים-- מֵאַיִן, יָבֹא עֶזְרִי | ᾿Οιδὴ τῶν ἀναβαθμῶν. ῏Ηρα τοὺς ὀφθαλμούς μου εἰς τὰ ὄρη Πόθεν ἥξει ἡ βοήθειά μου; | Canticum graduum. [Levavi oculos meos in montes, unde veniet auxilium mihi.        | Висхідна пісня. Очі мої підводжу я на гори: звідки прийде моя допомога? |
| 2    | עֶזְרִי, מֵעִם יְהוָה-- עֹשֵׂה, שָׁמַיִם וָאָרֶץ                    | ἡ βοήθειά μου παρὰ κυρίου τοῦ ποιήσαντος τὸν οὐρανὸν καὶ τὴν γῆν.                 | Auxilium meum a Domino, qui fecit cælum et terram.                                 | Допомога моя від Господа, що створив небо й землю.                      |
| 3    | אַל-יִתֵּן לַמּוֹט רַגְלֶךָ; אַל-יָנוּם, שֹׁמְרֶךָ                    | μὴ δῷς εἰς σάλον τὸν πόδα σου, μηδὲ νυστάξῃ ὁ φυλάσσων σε.                        | Non det in commotionem pedem tuum, neque dormitet qui custodit te.                 | Не дасть нозі твоїй спіткнутись той, що тебе пильнує, не буде дрімати.  |
| 4    | הִנֵּה לֹא-יָנוּם, וְלֹא יִישָׁן-- שׁוֹמֵר, יִשְׂרָאֵל                | ἰδοὺ οὐ νυστάξει οὐδὲ ὑπνώσει ὁ φυλάσσων τὸν Ισραηλ.                              | Ecce non dormitabit neque dormiet qui custodit Israël.                             | О ні! Не спить і не дрімає той, що Ізраїля пильнує.                     |
| 5    | יְהוָה שֹׁמְרֶךָ; יְהוָה צִלְּךָ, עַל-יַד יְמִינֶךָ                   | κύριος φυλάξει σε, κύριος σκέπη σου ἐπὶ χεῖρα δεξιάν σου·                         | Dominus custodit te; Dominus protectio tua super manum dexteram tuam.              | Господь стереже тебе, Господь — твоя прохолода праворуч тебе.           |
| 6    | יוֹמָם, הַשֶּׁמֶשׁ לֹא-יַכֶּכָּה; וְיָרֵחַ בַּלָּיְלָה                     | ἡμέρας ὁ ἥλιος οὐ συγκαύσει σε οὐδὲ ἡ σελήνη τὴν νύκτα.                           | Per diem sol non uret te, neque luna per noctem.                                   | Удень не вдарить тебе сонце, ні вночі — місяць.                         |
| 7    | יְהוָה, יִשְׁמָרְךָ מִכָּל-רָע: יִשְׁמֹר, אֶת-נַפְשֶׁךָ                  | κύριος φυλάξει σε ἀπὸ παντὸς κακοῦ, φυλάξει τὴν ψυχήν σου.                        | Dominus custodit te ab omni malo; custodiat animam tuam Dominus.                   | Господь тебе від усього злого стерегтиме, він стерегтиме твою душу.     |
| 8    | יְהוָה, יִשְׁמָר-צֵאתְךָ וּבוֹאֶךָ-- מֵעַתָּה, וְעַד-עוֹלָם             | κύριος φυλάξει τὴν εἴσοδόν σου καὶ τὴν ἔξοδόν σου ἀπὸ τοῦ νῦν καὶ ἕως τοῦ αἰῶνος. | Dominus custodiat introitum tuum et exitum tuum, ex hoc nunc et usque in sæculum.] | Господь вихід і вхід твій стерегтиме, віднині і повіки.                 |

## Використання

### Біблійне використання
Висхідна пісня відноситься до псалмів, які співали паломники на своєму шляху до Єрусалиму. На початку паломництва, в гірському регіоні Юдейських гір паломник переконується в Господній допомозі. Той, хто довіряє Господеві, є впевненим, що Він захистить його вдень і вночі. Молитва переходить від першої до другої особи у третьому вірші і, навіть, приймає форму благословення у сьомому і восьмому віршах.

### Юдаїзм
- Псалом 122 читають після молитви «Мінха», між Сукотом і святом Shabbat Hagadol.
- Вірш 4 є частиною молитов вечірньої Шеми.
- Вірш 7 є частиною благословення, яке уділяється когеном під час викупу первістка.
- Вірш 8 є частиною молитов вечірньої Шеми.

### Католицька церква
Згідно Статуту Бенедикта 530 AD, цей псалом традиційно співали або читали на Богослужіннях з вівторка по суботу між псалмом 119 та 121. Неділя і понеділок були присвячені псалому 118, який є найдовшим псаломом із 150 псалмів. 
На Літургії годин псалом 120 співають або читають на вечірніх п'ятниці другого тижня. У Літургії слова його використовують у 29-ту неділю звичайного періоду у році C. Протягом цього періоду церква молиться за біженців.

### Протестантська церква
Інципіт псалому 120 латиною — «Levavi oculus». У англіканській «Книзі загальних молитов» використання псалому приписане на ранкові молитви 27-го дня кожного місяця. Цитату першого вірша часто використовують на пам'ятниках чи монументах, які вшановують тих людей, кого надихали гори і пагорби. Добре відомий приклад — вітраж у церкві Св. Олафа в англійському національному парку «Lake District», який цитує псалом 121 на згадку про членів клубу скалолазіння «Fell & Rock», які були вбиті в Першій світовій війні. Чарльз Гаддон Сперджен називав цей псалом «піснею солдата, а також гімном мандрівника», а Девід Лівінгстон читав його сім’єю, від’їжджаючи до Африки.

## Використання у музиці
Музичні композиції на текст псалому 120 латиною були написані такими композиторами як Орландом ді Лассо, Гансом Лео Гасслером, Гербертом Говеллсом, Вітаутасом Мішкінісом та іншими.
Композиції на текст псалому англійською мовою написані такими композиторами як Джоном Кларком Вітфельдом, Генрі Девісом та Імантом Раміншем.
Угорський композитор Золтан Кодай написав твір «Geneva Ps CXXI» (для змішаного хору, а капела) на угорський переклад.
Фелікс Мендельсон написав свій відомий твір «Hebe deine Auge auf», який спочатку був тріо ораторії «Ілія» (op. 70, 1846). Генріх Шютц створив інтерпретацію псалому для чотирьох голосів і баса (SWV 31). У 1848 році Карл Льове написав твір «Hinauf zu jenen Bergen» для змішаного хору а капела на парафраз псалому Вільямом Телшовим (1809–1872).
Композиція Вільяма Маккі виконувалась на весіллі принцеси Марґарети у 1960 році й на похороні Єлизавети Боуз-Лайон у 2002 році.
Ізраїльський хасидський композитор пісень Йозеф Кардунер написав популярну версію псалому 120 на івриті «Shir LaMa'alot» (2000), на яку зроблено багато каверів ізраїльськими митцями і яка є дуже популярною серед молоді синагог у Ізраїлі і Канаді.
Чеський композитор Антонін Дворжак поклав на музику вірші 1–4 цього псалому в «Біблійних піснях», op. 99, (1894).
Американський композитор Леонард Бернстайн використав цей псалом у «Месі» (1971).